# 2015年塞維亞空中巴士A400M空難
2015年塞維亞空中巴士A400M空難是發生於2015年5月9日的一場航空事故。一架空中巴士A400M進行測試時，墜毀於西班牙塞維利亞機場十公里內的拉林科納達。

## 失事飛機
失事飛機的編號為MSN023，被預定是交給土耳其空軍的第三架運輸機，原預定2015年6月交貨。此次試飛是該飛機首次飛行，由空中巴士工作人員所操縱。

## 機上人員
機上共有六名空中巴士職員，事故造成四人喪生、兩人重傷。墜毀前機組員曾報告飛機發生故障情形。

## 影響
塞維利亞機場於事故後關閉。英國皇家空軍和德國空軍也停止飛行同機型運輸機。

## 調查
意外後，西班牙政府把飛行紀錄儀轉交法國軍方空難調查機構BEAD進行分析。
空中巴士原本懷疑新的燃料供應管理軟件出現問題。該軟件負責管理燃油的存放（利用油泵控制中央及後方油箱內的燃料重量分佈），以滿足軍用飛機的控制及機動性能要求。意外可能是由於後方油箱的燃料過多，軟件未及時調整燃料分佈，導致飛機未能回復到安全飛行的狀態。
其後的調查發現運輸機的其中三個引擎出現故障。飛起後，機長無法控制引擎，原因是引擎的「轉矩校準參數」被意外刪除，全权数字发动机控制不能正常運作。而且，在A400M的設計中，系統只會在400尺（120米）以上發出引擎故障的提示。飛機仍在地面時，機長不會收到故障警告。